# 魚藤坪鐵橋
魚藤坪鐵橋，是一座位於臺灣苗栗縣三義鄉龍騰村的鐵路橋樑，為縱貫線鐵道設施，該橋興建目的為取代1935年新竹台中大地震後，結構受損的第一代魚藤坪橋，採用鈑樑及鋼筋混凝土結構，具有防震功能，也是舊山線內少數保存良好的鋼樑鐵橋。苗栗縣政府於2019年依文化資產保存法公告指定為縣定古蹟。

## 沿革
1935年4月21日，臺灣中部發生新竹台中大地震，新竹州、台中州地區遭受嚴重的震災，造成此區隧道、橋梁和鐵軌損毀至鉅。第一代魚藤坪橋也在此次地震中遭到嚴重破壞（p. 280）（p. 174），成為一座斷橋。（p. 300）震災後，鐵道部對魚藤坪橋進行修復問題的檢討，發現磚拱橋結構不耐震、南北兩端均為急彎彎道等因素，使橋樑修復難度非常高。因此，臺灣總督府交通局鐵道部臺中線震災復興事務所決定放棄修復原橋，改於西側80公尺處另建新橋（第二代橋）。
第二代魚藤坪鐵橋由新見組承攬施工、 臺灣總督府交通局鐵道部技師渡邊悟設計，為了運送新橋建材，當時的工程單位將第一代舊橋有龜裂及有安全顧慮的結構敲除，並搭上施工鷹架支撐，以方便工程列車運送新橋所需建材。直到昭和13年（1938年）新橋完工後，才拆除舊橋的鋼鈑樑和上承桁架。此外，橋墩間的連拱也因為安全理由，進一步敲除。魚藤坪橋最後於1938年竣工，通車後取代原來的第一代魚藤坪橋，耗資共310餘萬元、41多萬人次完成該工事。
考慮新竹台中大地震所造成之災害影響，鐵橋與內社川鐵橋在戰前進行了耐震工程，因此在戰後，橋樑在修改上僅進行了較小的改動，1978年，因應山線進行鐵路電氣化工程，魚藤坪鐵橋進行電桿加設工程。（p. 292）然而在1980年，由於乘車需求量增加及其他考量，臺灣鐵路管理局另興建新山線鐵路，1998年，新山線開通後，魚藤坪鐵橋停用。
現時，魚藤坪鐵橋仍由臺灣鐵路管理局台中工務段定期維護，例如線路檢修、油漆管護、枕木抽換等。文化保存方面，該橋曾先後於2004年的臺灣世界遺產潛力點舊山線老照片數位化建置工程、2016年的臺灣舊山線鐵道文化景觀調查研究暨保存及管理原則計畫納入研究及維護範圍，經過文資法受理該案，文化資產委員現勘後並於2019年5月9日由苗栗縣政府指定為縣定古蹟。當前，鐵橋由苗栗縣政府租賃廠商，並定期開放參觀，提供文化教育、環境教育之活動。2010年，三義－泰安舊站之間的舊山線復駛計畫中也曾在此設置魚藤坪車站。
自2018年開始，魚藤坪鐵橋經苗栗縣政府規劃後，改作為鐵道自行車設施開放參觀，並預定將在7月1日進行試營運。初步規劃是每天上午九點和十點半各設一班次，行駛勝興站至內社川橋，全程12公里，為了確保乘客的安全，由於鐵橋兩側沒有防護，魚藤坪鐵橋下方則會架設防護網。，未來，魚藤坪鐵橋將納入「舊山線多元運具活化再利用計畫」範圍進行相關修復工程。

## 橋樑設計
魚藤坪鐵橋是一座鋼筋混凝土橋墩之上承式鋼鈑梁橋，高度為35.4公尺，是當時全臺灣最高的鐵道橋，設計時因考慮耐震和穩定度，因而採用長25.4公尺、共6孔鈑梁和重力式鐵筋混凝土橋台，以及中空鐵筋混凝土橋墩，使結構輕巧堅固且耐震力極佳。此外，由於興建之地形環境狹小，橋樑採用內外兩片煙囪式模板依組立鐵筋、組裝、灌模和拆卸等四個步驟，由下而上進行橋基施作。在鈑梁架設方面，採用推進工法。現在於鈑梁上面仍可以看到川崎車輛的製造銘板（昭和12年，1937年）。